# Apokalipsa Maryi
Apokalipsa Maryi – apokryf Nowego Testamentu, opowiadający o podróży Maryi po piekle.

## Charakterystyka
Ten powstały w języku greckim utwór, prawdopodobnie z IX wieku, wykorzystuje motywy Apokalipsy Pawła, jak zstąpienie do piekieł, spotkanie z archaniołem Michałem i uzyskanie od Boga złagodzenia kar grzesznikom. Możliwe, że pierwotnie należał do cyklu Transitus Mariae. Teologicznie apokryf pokazuje wiarę we wstawiennictwo Maryi, chociaż w pismach apokryficznych również wstawiennictwo Ezdrasza i Pawła są skuteczne.
Utwór zdobył popularność na Wschodzie i był tłumaczony od XII wieku, m.in. na armeński, syryjski czy rumuński. Streścił go Fiodor Dostojewski w Braciach Karamazow.

## Treść
Na prośbę Maryi, wznoszącej swoją modlitwę z Góry Oliwnej, ukazał się jej archanioł Michał celem ukazania jej piekła. W piekle Maryja zobaczyła ludzi cierpiących za różne grzechy, jak bałwochwalstwo, niewiara w Trójcę Świętą, kłótnie, rozpusta, krzywoprzysięstwo, chciwość, plotkowanie, nieuszanowanie Kościoła, wykroczenia dokonane przez duchownych, kradzieże czy cudzołóstwa. Maryja wyraziła chęć cierpienia z grzesznikami, po czym stanęła przed Bogiem. Maryja usilnie prosiła Boga o zlitowanie się nad grzesznikami, którzy pragnęli pomocy, zachęciła też świętych, jak archanioł Michał, Mojżesz, Jan Chrzciciel czy Paweł, o modlitwę, która nie przyniosła jednak skutku. Tym usilniej Maryja prosiła więc o modlitwę wstawienniczą wszystkich niebian, w efekcie czego Jezus zstąpił do piekieł i ogłosił grzesznikom darowanie kar od Wielkiego Czwartku do Zesłania Ducha Świętego.